# Куйбышевское сельское поселение (Ростовская область)
Куйбышевское се́льское поселе́ние — муниципальное образование в Куйбышевском районе Ростовской области Российской Федерации.
Административный центр — село Куйбышево.

## История
Статус и границы сельского поселения установлены Законом Ростовской области от 19 ноября 2004 года № 195-ЗС «Об установлении границ и наделении соответствующим статусом муниципального образования "Куйбышевский район" и муниципальных образований в его составе».

## Состав сельского поселения
| №  | Населённый пункт    | Тип населённого пункта       | Население |
| -- | ------------------- | ---------------------------- | --------- |
| 1  | Берестовский        | хутор                        | 71        |
| 2  | Заречный            | хутор                        | 56        |
| 3  | Куйбышево           | село, административный центр | ↗6145     |
| 4  | Ленинский           | хутор                        | 89        |
| 5  | Новоалександровский | хутор                        | 1         |
| 6  | Новобахмутский      | хутор                        | 264       |
| 7  | Новоивановский      | хутор                        | 37        |
| 8  | Новоольховский      | хутор                        | 54        |
| 9  | Ольховский          | хутор                        | 251       |
| 10 | Примиусский         | хутор                        | 153       |
| 11 | Репяховатый         | хутор                        | 45        |
| 12 | Русское             | село                         | 0         |
| 13 | Свободный           | хутор                        | 354       |
| 14 | Скелянский          | хутор                        | 2         |

### Упразднённые населённые пункты
Голубя́чий — уничтоженный во время Великой Отечественной войны хутор

## Население
| 2010  | 2012  | 2013  | 2014  | 2015  | 2016  | 2017  |
| ----- | ----- | ----- | ----- | ----- | ----- | ----- |
| 7971  | ↘7859 | →7859 | ↘7817 | ↘7756 | ↗7759 | ↘7750 |
| 2018  | 2019  | 2020  | 2021  |       |       |       |
| ↘7689 | ↘7595 | ↗7596 | ↗7598 |       |       |       |